# Paul Unwin
Paul Unwin (* 1957 in England) ist ein britischer Drehbuchautor, Regisseur und Filmproduzent.

## Leben
Unwin, der sowohl für Film und Fernsehen als auch für das Theater tätig ist, war unter anderem künstlerischer Leiter des Bristol Old, wo er als Regisseur zahlreiche Produktionen unter anderem von William Shakespeare, Bertolt Brecht und Henrik Ibsen auf die Bühne brachte. Er inszenierte auch am National Theatre und dem Gate-Theater. Er verfasste auch selbst drei Theaterstücke. Für das britische Fernsehen führte er die Regie in zahlreichen Serien für BBC und ITV wie EastEnders, Gerichtsmediziner Dr. Leo Dalton und Agatha Christie’s Poirot. Zusammen mit Jeremy Brock hatte er die Idee zur Krankenhausserie Casualty, welche 2011 ihr 25-jähriges Jubiläum feiern konnte, und für die er zu zahlreichen Episoden das Drehbuch beisteuerte.
Sein Kurzfilm Syrup war 1995 für den Oscar nominiert.

## Filmografie (Auswahl)

### Regie
- 1992–1993: EastEnders (4 Folgen)
- 1993–1995: The Bill (7  Folgen)
- 1994: Syrup
- 1996–1998: Bramwell
- 2001: Gerichtsmediziner Dr. Leo Dalton (Silent Witness; 2 Folgen)
- 2003:  Das unvollendete Bildnis (Agatha Christie’s Poirot; Fernsehserie, Folge Five Little Pigs)
- 2004: Der Preis des Verbrechens (Trial & Retribution, 2 Folgen)
- 2011: Combat Hospital

### Drehbuch
- 1986–2010: Casualty (28 Folgen)
- 1995: Dirty Old Town
- 2005: Holby City
- 2008: Holby Blue

### Produktion
- 2004: Casualty

## Auszeichnungen
- 1994: BAFTA-Film-Award-Nominierung, Bester Kurzfilm, für Syrup
- 1994: Jury Prize der Internationalen Filmfestspiele von Cannes für Syrup
- 1995: Oscar-Nominierung gemeinsam mit Nick Vivian für Syrup